# Manuel Robbe

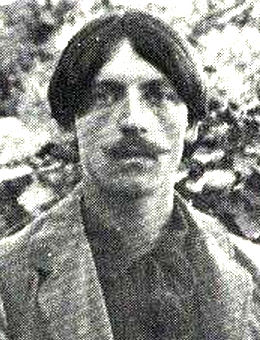
Fotografisches Porträt von Manuel Robbe, gedruckt für die Internationale Ausstellung in Paris [Katalog, 1900

Manuel Robbe, geboren als Emmanuel Robbe (* 16. Dezember 1872 in Paris; † 5. Juli 1936 ebenda) war ein französischer Grafiker und Maler.

## Leben

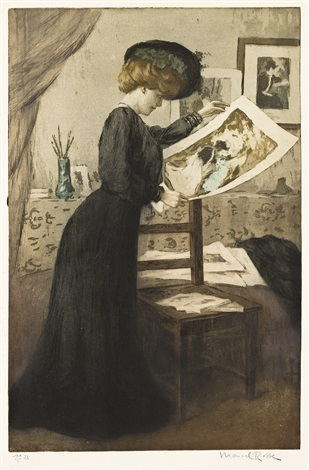
La Belle Épreuve, um 1905

Manuel Robbe wurde am 16. Dezember 1872 im 19. Arrondissement von Paris geboren. Er besuchte das Lycée Condorcet, wo er sich mit Gaston de Pawlowski anfreundete, und wechselte dann auf das Lycée Louis-le-Grand. Anschließend wurde er Schüler der Académie Julian, wo er mit vielen berühmten Persönlichkeiten in Kontakt kam, und wechselte dann an die École des Beaux-Arts in Paris. Dort erlernte er bei dem Meisterradierer Eugène Delâtre die Feinheiten der Radierung und der Aquatinta-Radierung. Er stellte regelmäßig in den Salons der Société des Artistes Français aus und erhielt auf der Weltausstellung 1900 eine Bronzemedaille für seinen Beitrag zur Druckgrafik.
Robbe wird schnell ein erfolgreicher Radierer, der sich auf die Technik der Aquatinta spezialisiert. Die Pariser Händler Edmond Sagot, Georges Petit und Pierrefort verlegten und vertrieben seine Radierungen. 1895 erscheint sein Plakat für die Petroleumlampe L'Éclatante in der von Jules Chéret herausgegebenen Zeitschrift Les maîtres de l’affiche (1895–1900). Eine Radierung mit dem Titel Menuet d'automne wurde in L'Estampe moderne (1897) veröffentlicht.
Auf der Weltausstellung 1900 erhielt er eine Bronzemedaille für eine Radierung mit dem Titel L'été. Seine Zeichnungen wurden in Cocorico (1898–1900) und Le Frou-frou (1901–1902) veröffentlicht.
Zwischen 1905 und 1907 stellte die Galerie Georges Petit seine Werke im Rahmen des jährlichen Salons der Société de la gravure originale en couleurs aus. Im Laufe seines Künstlerlebens schuf Manuel Robbe zahlreiche Aquatinta-Radierungen, Kaltnadelradierungen und einige Werbeplakate sowie auch Werke in anderen Techniken (Ölgemälde, Aquarelle und Pastelle). Während des Ersten Weltkrieges 1914–1918 meldete er sich als Flieger zur Luftwaffe, weshalb es aus dieser Zeit nur wenige Werke gibt, jedoch mehrere Grafiken, die deutsche und französische Militärflugzeuge darstellen.
Die Werke von Manuel Robbe zeugen vom Leben der Menschen seiner Zeit. Manuel Robbe reiste sehr gerne und hatte eine tiefe Verbundenheit mit der Bretagne, die er bei vielen Gelegenheiten darstellte. Er litt an einer unheilbaren Krankheit und starb am 5. Juli 1936 im 18. Arrondissement von Paris.

## Werk
Zu Beginn seiner Karriere benutze Manuel Robbe zahlreiche innovative Drucktechniken wie die Aquatinta auf einer Zinkplatte mit dem Druck „a la poupée“. Immer wieder gelang es ihm, seinen Aquatinten eine große Intensität, eine einzigartige Farbvielfalt und außergewöhnliche malerische Effekte zu verleihen. Manuel Robbe wurde von den großen Künstlern des 19. Jahrhunderts wie Edgar Degas, Auguste Renoir, Louis Legrand, Edgar Chahine und Toulouse-Lautrec beeinflusst. Robbe liebte die Darstellung von Frauen. Er war dafür bekannt, die Individualität seiner Porträtierten hervorzuheben und ihre Schönheit wiederzugeben.

Robbes innovative Techniken, sein Gespür für Farbharmonie und die Wahl seiner Sujets – elegante Frauen, Kinder in Parks und Straßenpromenaden – trugen dazu bei, das künstlerische Niveau der Farbgrafik auf ein nie zuvor erreichtes Niveau zu heben.

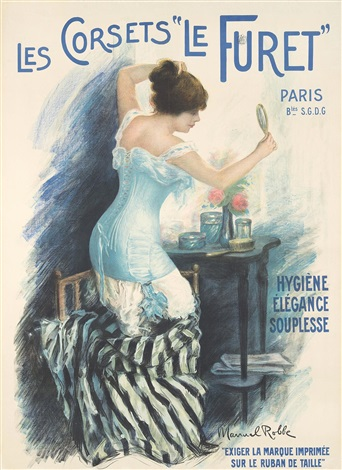
Les Corsets "Le Furet"
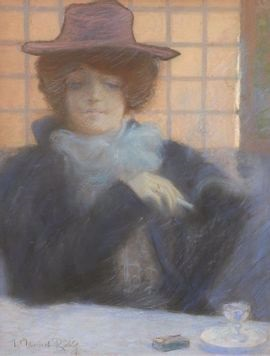
Femme attablée dans un bar, fumant une cigarette, um 1899
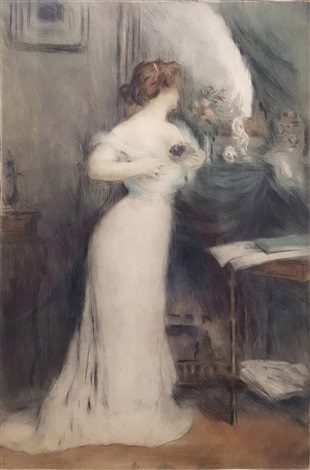
Le Bouquet de Violettes, 1903
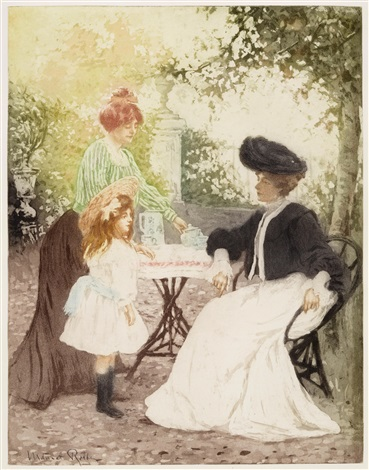
La tasse de thé, um 1906
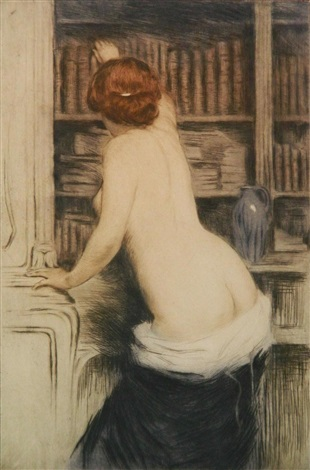
La Bibliothecaire, 1906
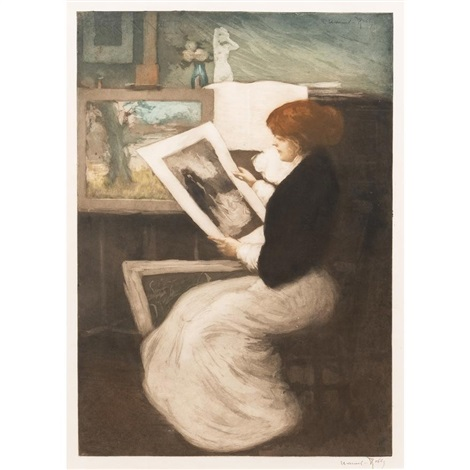
Femme a l'estampe, um 1905